# 慈利楚简
慈利楚简，是指1987年在湖南省张家界市慈利县零阳镇石板村的M36号楚墓中发现的战国竹简，共有1000余枚（已经残断成4000余片），21000余字，现藏于湖南省文物考古研究所。其中部分简文内容可与《逸周书·大武》、《国语·吴语》对勘，又可能是《管子》、《宁越子》等书的佚文或者其他的古佚书。由于竹简严重损坏，挖掘出后长时间未公开发表整理成果。

## 内容
出土该竹简的墓葬的年代推断为战国中期前段，墓主为大夫一级官员。竹简放置在头箱北侧，裹在淤泥里，压在漆尊和陶壶之间，共计4557支残简，其中简头有817件，另有头尾难辩者27件，但由于破损过于严重，已经无法观察楔口和编联情况。竹简中保存最长者36厘米，短者不足1厘米。竹简均较薄，一般厚1.2厘米，宽4.7厘米。
数量较多的是《国语·吴语》简，简头现状为圆弧形，完整的简应当长46厘米、宽0.5厘米，每简50字。其它为《宁越子》佚文，长26厘米、宽0.5厘米，每简40字，毛笔墨书，书法精美。由于淤泥渗入竹简内部，字迹模糊不清，残损严重，出土至今己二十多年，尚未整理发表。但经辨析，简文中提及黄池之盟、吴越争霸，因此可以判断是记事性史书，记有吴、越、楚等国的史料。
简本《逸周书·大武》有两种写本，一种字体方正，类似楷书，一种则结构随意，略显潦草。简本和今本《大武》有差异，如《四库备要》本《逸周书·大武》开篇作“武有六制：政、攻、侵、伐、搏、战”，《北堂书钞》引《大武》则是“武有七制：一曰征、二曰攻、三曰侵、四曰伐、五曰阵、六曰战、七曰斗”，而简本则作“武有七制：征、攻、侵、伐、搏、战、斗”。